# Charles Conwell
Charles Conwell (* 2. November 1997 in Detroit, Michigan, USA als Charles Albert Shone Conwell) ist ein US-amerikanischer Profiboxer im Halbmittelgewicht.

## Amateurkarriere
Conwell begann im Alter von zehn Jahren mit dem Boxsport und wurde anfangs von seinem Vater Charles Conwell Senior, später auch von Otha Jones und Roshawn Jones trainiert. Als Amateur gewann er 132 von 146 Kämpfen, war 2013 US-amerikanischer Juniorenmeister, 2014 und 2015 US-amerikanischer Jugendmeister im Mittelgewicht, sowie Gewinner der Panamerikanischen Jugendmeisterschaften 2014 in Quito und Teilnehmer der Jugend-Weltmeisterschaften 2014 in Sofia.
Darüber hinaus gewann er 2015 die National Golden Gloves und auch die US-Olympiaqualifikation im Mittelgewicht, weshalb er von USA Boxing zum Jugendsportler des Jahres gewählt wurde.
Im Januar und Februar 2016 bestritt er für das Team USA Knockouts zwei siegreiche Kämpfe in der World Series of Boxing und gewann im März 2016 mit Siegen gegen Alejandro Mora aus Uruguay, Joan Gonzalez aus Venezuela, Jorge Vivas aus Kolumbien und Misael Rodríguez aus Mexiko die Olympiaqualifikation des amerikanischen Kontinents in Buenos Aires.
Als jüngster US-Starter nahm Conwell anschließend an den Olympischen Spielen 2016 in Rio de Janeiro teil, wo er in der Vorrunde mit 0:3 gegen den Inder Vikas Krishan ausschied. Im Januar 2017 wurde er bei den Greater Cleveland Sports Awards als Amateursportler des Jahres ausgezeichnet.

## Profikarriere
Charles Conwell wurde im Dezember 2016 bei Split-T Management von David McWater Profiboxer und unterzeichnete im März 2017 auch bei Holden Productions von Tony Holden und DiBella Entertainment von Lou DiBella. Seit Februar 2024 steht er bei Golden Boy Promotions unter Vertrag.
Am 8. Juni 2019 gewann Conwell durch einen einstimmigen Punktsieg gegen Courtney Pennington (Kampfbilanz: 12-3) den US-Meistertitel der IBF, den er im Oktober 2019 durch KO in der zehnten Runde gegen Patrick Day (17-3) verteidigte. Day verstarb vier Tage nach dem Kampf an den Folgen seiner Verletzungen. Eine weitere Titelverteidigung gewann er im Oktober 2020 durch KO in der neunten Runde gegen Wendy Toussaint (12-0).
Am 17. Dezember 2020 besiegte Conwell Madijar Aschkejew (14-0) durch TKO in der neunten Runde, verteidigte erneut seinen US-Titel der IBF und gewann dadurch zusätzlich den US-Meistertitel der WBC. Beide Titel verteidigte er am 29. August 2021 durch TKO in der dritten Runde gegen Juan Carlos Rubio (18-0). Bis Ende des Jahres 2024 gewann er fünf weitere Kämpfe, im letzten davon durch KO gegen den bis dahin ungeschlagenen Argentinier Gerardo Vergara (20-0).
Im April 2025 verlor er dann knapp nach Punkten gegen den Mexikaner Jorge Garcia Perez (32-4).